# Ladislav Trojan
Pour les articles homonymes, voir Trojan.
Ladislav Trojan, né le 1er août 1932 à Prague où il est mort le 18 décembre 2022, est un acteur tchèque. 
Il est le père de l'acteur Ivan Trojan et du réalisateur et producteur Ondřej Trojan,.

## Biographie
Ladislav Trojan joue dès l'age de 8 ans dans des pièces de théâtre amateur,. Il étudie le ballet et, après avoir obtenu son diplôme d'études secondaires, entre à la Faculté de théâtre de l'Académie des arts du spectacle de Prague. Après avoir obtenu son diplôme, il commence à travailler au Švandovo divadlo na Smíchově (cs) à Smíchov, d'où il rejoint les Městská divadla pražská (cs) après 7 ans. Son dernier engagement a lieu au Divadlo Na Fidlovačce (cs).
Il joue aussi comme invité pour d'autres théâtres, tels le Divadlo ABC (cs) et le Théâtre Radek Brzobohatý.
A la télévision, il joue dans la première série télévisée tchécoslovaque, Rodina Bláhova (cs) en 1959-1960 mais il se fait surtout connaître dans la série Tři chlapi v chalupě (cs) (1961-1963), où il incarne le plus jeune membre de la famille, le fils de Potůček, aux côtés de Lubomír Lipský (cs) (grand-père Potůček) et Jan Skopeček (cs) (père Potůček). En 1971, il tient le rôle du chambellan Potměšil dans le conte de fées télévisé Růže a prsten (La Rose et l'Anneau),.
A partir de 2011, il remplace Petr Brukner (cs) dans l'animation de l'émission Kouzelná školka (cs). Jusqu'en novembre 2018, il apparait dans l'émission sous le nom de Grand-père Láďa.
Il meurt dans son sommeil le 18 décembre 2022. 

## Filmographie partielle
Ladislav Trojan est crédité dans une centaine de film, dont :
- 1954 : Stříbrný vítr de Václav Krška
- 1957 : Padělek
- 1959 : Hlavní výhra
- 1959 : Útek ze stínu
- 1960 : Rychlík do Ostravy
- 1962 : Černá dynastie
- 1963 : Tři chlapi v chalupě
- 1964 : Strach
- 1967 : Marketa Lazarová
- 1968 : Žirafa v okně
- 1970 : Na kolejích čeká vrah
- 1972 : Človek neni sam
- 1972 : Tajemství velikeho vypravece
- 1972 : Svatba bez prstýnku
- 1972 : ...a pozdravuji vlastovky
- 1973 : Tři chlapi na cestách
- 1974 : Televize v Bublicích aneb Bublice v televizi
- 1975 : Můj brácha má prima bráchu
- 1976 : Hřiště
- 1976 : Paleta lásky
- 1976 : Parta hic
- 1978 : Čekání na dést
- 1979 : Princ a Večernice (cs)
- 1979 : Tajemství Ocelového mesta
- 1981 : Vrchní, prchni!
- 1982 : Poslední propadne peklu
- 1983 : O statecném kovári (cs)
- 1987 : Smrt krásných srncu
- 1993 : Nesmrtelná teta
- 1993 : Arabela se vrací aneb Rumburak králem Říše pohádek (cs)
- 1996 : Kouzelný měšec (cs)
- 2018 : Chvilky
- 2019 : Vlastníci

## Radio
- 1988 : Kocourkov (cs), drame : Radio tchécoslovaque Prague